# Shimazu Iehisa
Shimazu Iehisa (島津家久?; 1547 – 10 luglio 1587) conosciuto anche con il titolo nakatsukasa taiyu (中務大祐?), fu il quarto figlio di Shimazu Takahisa e fratellastro più giovane di Shimazu Yoshihisa, capo del clan Shimazu, di Yoshihiro e Toshihisa. Fu inoltre uno dei più famosi generali del suo clan e combatté numerose battaglie per Yoshihisa. Fu padre di Shimazu Toyohisa.

## Biografia
Nel 1575 andò nella regione di Kyoto per rendere omaggio al tempio di Ise (伊勢神宮) per le conquiste degli Shimazu di Satsuma, Ōsumi e Hyuga e visitò la capitale. Lì vide Oda Nobunaga e la sua armata ritornare da Osaka e venne ospitato da Akechi Mitsuhide a Sakamoto. Nel 1578 difese il castello di Taka, a Hyuga, contro una grande armata Ōtomo, permettendo ai suoi fratelli di creare un’armata di rinforzo per aiutarlo. Gli Ōtomo furono definitivamente sconfitti nella battaglia di Mimigawa, dove Iehisa attaccò la retroguardia dei nemici facendo una sortita dal castello. Si distinse inoltre nella battaglia di Okitanawate, dove guidò duemila truppe Shimazu e mille truppe Arima verso la vittoria contro Ryūzōji Takanobu. Combatté contro le forze di invasione dei Toyotomi nel 1587 ma morì nel luglio dello stesso anno nel castello di Sadowara a Hyuga, forse per avvelenamento ma più probabilmente di malattia.